# Gooise Meren
Gooise Meren è una municipalità dei Paesi Bassi situata nella provincia dell'Olanda Settentrionale, ufficialmente istituita il 1º gennaio 2016 e consistente del territorio delle ex municipalità di Bussum, Muiden e Naarden, le quali hanno cessato di esistere lo stesso giorno.